# Skuggmattvävare
Skuggmattvävare (Tenuiphantes alacris) är en spindelart som först beskrevs av John Blackwall 1853.  Skuggmattvävare ingår i släktet Tenuiphantes och familjen täckvävarspindlar. Arten är reproducerande i Sverige. Inga underarter finns listade i Catalogue of Life.